# Casimir Girona i Agrafel
Casimir Girona i Agrafel   (Barcelona, 1834 - Barcelona, 7 de març de 1909) fou un financer i empresari català, fill d'Ignasi Girona i Targa i germà de Manuel, Joan, Jaume i  Ignasi Girona i Agrafel.

## Biografia
Va fundar juntament amb el seu germà Ignasi l'empresa coneguda popularment com a Can Girona. Quan es va dur a terme la desamortització de Medizábal comprà la meitat de les terres (unes 500 ha) que havien pertangut al Monestir de Poblet en les quals es trobava el castell de Milmanda. Participà en diverses empreses de la família.
El 1858 es va casar amb Emília Clavé i Flaquer, filla de Miquel Clavé i Espanya, soci de la companyia Dotres, Clavé i Fabra. Els seus fills Joaquim i Joan Girona i Clavé van morir solters i sense fills. La seva filla Maria Girona i Clavé, es va casar amb Josep Escubós i Llosas, industrial, (que era germà del marit de la seva cosina germana Maria Girona i Vilanova, filla d'Ignasi Girona i Agrafel), els fills i filles del qual no van tenir descendència. Va ser la que va heretar les terres del Reial Monestir de Santa Maria de Poblet. La seva filla Anna Escubós i Girona va morir soltera cremada viva a la Plaça de toros de les Arenes durant la Guerra Civil Espanyola, la seva altra filla, Mercè Escubós i Girona, va morir soltera, sent la darrera a morir, deixant 500 Ha de les terres de Poblet als Salesians, deixant als monjos de Poblet les terres i edificis que tenia dins de la muralla del monestir.
Finalment, Manuela Girona i Clavé es va casar amb l'industrial Josep Bertrand i Salsas, que té un carrer dedicat a Barcelona, al Turó Parc, que és l'única branca que queda descendent de Casimir.